# Turn-around
Il Turn around di un aeromobile è il tempo di sosta a terra necessario per le operazioni di sbarco passeggeri, imbarco passeggeri, rifornimento carburante, pulizie, imbarco del catering, carico di bagagli, merce e posta.
Generalmente viene stabilito in base al tipo di aeromobile e alle esigenze del vettore aereo.